# Alone Together (альбом Джорджа Ширинга и Мэриэн Макпартлэнд)
Alone Together — совместный студийный альбом джазовых пианистов Джорджа Ширинга и Мэриэн Макпартлэнд, выпущенный в 1981 году на лейбле Concord Jazz.

## Отзывы критиков
| Оценки критиков                   | Оценки критиков |
| Источник                          | Оценка          |
| --------------------------------- | --------------- |
| AllMusic                          | [ 2 ]           |
| The Encyclopedia of Popular Music | [ 3 ]           |

Рецензент Billboard заявил, что это восхитительное сотрудничество двух выдающихся талантов. Питер Райли из Stereo Review: «Это уверенное, изящное, вежливое музицирование в исполнении двух лучших джазовых пианистов в мире. Джордж Ширинг и Мэриэн Макпартлэнд на данном этапе своей карьеры упростили и усовершенствовали свои техники и стили до такой степени, что всё, что они делают, кажется таким же лёгким, как тустеп Астера и Роджерс. Их игра здесь, особенно когда они поддаются импровизациям друг друга, уравновешенна, с легким юмором и житейской мудростью. Но даже при всей своей безудержной элегантности они никогда не становятся напыщенными или демонстративно соперничающими. Особое наслаждение в этом альбоме — это неугомонная томность на протяжении всей ночи и уединение в сочетании с таким же замысловатым, совершенным мастерством исполнения, как в одной из тех маленьких, уникальных в своем роде безделушек, которые вы видите, но никогда не сможете себе позволить в магазинах Asprey или Cartier».
В обзоре для AllMusic Скотт Яноу написал: «Пианисты Джордж Ширинг и Мэриэн Макпартлэнд, оба родом из Англии, объединились для записи этого утончённого, но энергичного альбома. Помимо оригинальной композиции и совместной работы, дуэт исполняет семь стандартных произведений, и результат вполне достойный, как и следовало ожидать от этих прекрасных музыкантов. Сюрпризов немного, но результат радует».

## Список композиций
1. «O Grande Amor» (Антониу Карлос Жобин) — 3:24
2. «To Bill Evans» (Джордж Ширинг) — 2:19
3. «All Through the Night» (Коул Портер) — 3:40
4. «Born to Be Blue» (Мел Торме, Роберт Уэллс) — 4:16
5. «They Say It’s Spring» (Боб Хеймс, Марти Кларк) — 4:48
6. «Alone Together» (Говард Дитц, Артур Шварц) — 4:10
7. «There’ll Be Other Times» (Мэриэн Макпартлэнд) — 4:44
8. «Nobody Else But Me» (Джером Керн, Оскар Хаммерстайн II) — 3:08
9. «Chasing Shadows» (Оливер Сильвер, Бенни Дэвис) — 5:04
10. «Improvisation on a Theme By Carl Edward Jefferson» (Джордж Ширинг, Мэриэн Макпартлэнд) — 2:30

## Участники записи
- Джордж Ширинг — фортепиано
- Мэриэн Макпартлэнд — фортепиано
- Фил Эдвардс — звукорежиссёр, запись, сведение
- Джордж Хорн — мастеринг

Все данные взяты из примечаний к альбому.